# 松本奈緒
松本 奈緒（まつもと なほ）は、日本の教育学者、体育科教育学者、舞踊教育者。秋田大学教育文化学部准教授。専門は体育科教育、舞踊教育学。

## 来歴・人物
1997年、お茶の水女子大学文教育学部舞踊教育学科卒業。

2003年、筑波大学大学院博士課程体育科学研究科（体育科教育）単位取得満期退学。

2006年、秋田大学教育文化学部講師。

2011年、同准教授。秋田大学教育文化学部学校教育課程教科教育実践撰修スポーツ・健康教育講座に所属する。

### 海外研修等
2009年9月末～2010年5月上旬　秋田大学研究者海外派遣支援事業により、アメリカ合衆国、ノースカロライナ大学グリーンズボロ校（University of North Carolina at Greensboro）において、8ヶ月間在外研究を行う（在外研究員）。体育のカリキュラム研究，質的研究の国際的権威者であるエニス博士（Dr. Ennis）と共に研究に従事する。

## 専門分野

### 体育科教育学
体育のカリキュラム研究
- 米国のムーブメント教育の形成過程、目標・内容論、カリキュラム

体育授業の質的研究
- 体ほぐしの運動における’交流’を中心とした事例研究

体育授業における学習者の認知研究
- 体ほぐしの運動における学習者の認知研究

体育教員養成に関する研究
- 大学の授業における専門職就業意識形成を中心とした教育実践
- ノースカロライナ大学グリーンズボロ校における体育教員養成

### 舞踊教育学
表現運動・ダンス領域の教材研究および実技講習
- 表現運動・ダンスの教材研究及び出前授業

ダンス領域の目標と指針に関する研究
中学校ダンス領域実施の現状と指導者の問題意識
- ノースカロライナ州のダンスカリキュラムと指導基準

ダンスに関する学習支援装置の開発
- モーションキャプチャを用いた秋田の盆踊りの学習支援装置の開発とその効果

表現運動・ダンス領域の自主的学習における学習者の認知に関する研究
身体運動（特に舞踊動作）の動作習得装置の作成（特許）
- デジタルコンテンツを用いた秋田の盆踊りの自主的学習に関する学習者の認知

## 著書・論文

### 著書
- 「ひとりひとりの体験から体ほぐしの運動を見直す―自分と向き合う、他者と向き合う」，体育科教育，大修館書店，2011年，pp.26-29．
- 「ダンス領域を教えるうえで、授業のポイントとは何か―中学校でのダンス必修化によせて―」，保健体育ジャーナル，第91号，2010年，pp.1-4．

### 論文
- 「米国における教育の科学化運動とムーブメント教育論の関連性の検討―BrownとCassidyのムーブメント教育論を中心に―」，スポーツ教育学研究，第22巻2号，2002年，pp.63-76.学術雑誌：共著（筆頭）
- 「アメリカにおけるムーブメント教育の導入―1950年代後半から1960年代を中心として―」，運動・健康教育研究，第14巻1号，2006年，pp.24-38.学術雑誌：単著
- 「米国のムーブメント教育論形成過程の検討―その4　体育の存在論拠とムーブメント教育論―」，日本スポーツ教育学会第25回記念国際大会予稿集，2005，pp.143-146.国際学会予稿集：単著
- 「米国ムーブメント教育論のカリキュラムモデルの特徴について」，日本スポーツ教育学会第30回記念国際大会予稿集，2010年，pp.360-364.国際学会予稿集：単著
- 「男女必修化時代の中学校ダンス実施の現状と指導者の問題意識―秋田県中学校保健体育教諭の研修レポートを参考として―」，秋田大学教育文化学部研究紀要教育科学部門,第68集4号，2013年，pp.25-34．大学紀要：単著（筆頭）
- 「体ほぐしの運動における交流に関する事例研究―活動を通しての抽出児の変容を中心に―」，秋田大学教育文化学部教育実践研究紀要，第31号，2009年，pp.41-59.大学紀要：共著（筆頭）
- 「小学校における『体ほぐしの運動』の授業に関する事例的研究―特に『気づき』と『交流』のねらいを実現するための教材の探求」，体育科学，第30巻，2001，pp.115-126.センター紀要：共著
- 「小学校における『体ほぐしの運動』の授業に関する事例的研究―教材のねらいを実現する指導方法の探求―」，群馬大学教育実践研究，第21号，2004年，pp.173-194.大学紀要：共著（共著者）
- 「秋田の盆踊りの学習におけるデジタルコンテツを用いた学習支援の効果と限界―モーションキャプチャ技術を応用した学習支援装置作成の試み―」，舞踊學，第34号，2011年，pp.1-10.学術雑誌：共著（筆頭）
- 「デジタルコンテンツを活用した秋田の盆踊りの学習―モーションキャプチャー技術を応用したDVDを用いて―」，秋田大学教育文化学部研究紀要，教育科学編，第65集，2010年，pp.57-65.大学紀要：単著
- 「Motion Saliencyに基づく舞踊動作の拍節構造の推定」，人文科学とコンピュータシンポジウム2011年，pp.191―198.研究会紀要：共著（共著者）
- 「 秋田の盆踊りの学習における学習者の認知研究―デジタルコンテンツを用いたダンス学習での自主的学習における学習者の認知の変化―」，秋田大学教育文化学部教育実践研究紀要，第34号，2012年，pp.57-70.大学紀要：単著
- 「保健体育科教育学概論Ⅱにおける授業の工夫―専門職就業への意識づけとディスカッションを通じた学習者の知識体系構築を目指して―」，秋田大学教育文化学部研究紀要，教育科学編，第67集，pp.1-8.大学紀要：単著

### 実技
- NHK賞，第7回全日本高校・大学ダンスフェスティバル（コンクール部門大学の部），日本女子体育連盟，1994年.
- 奨励賞，第6回全日本高校・大学ダンスフェスティバル（コンクール部門大学の部），日本女子体育連盟，1993年.
- 特別賞（テクニックに関する），第8回全日本高校・大学ダンスフェスティバル（コンクール部門大学の部），日本女子体育連盟，1995年．
- 「炎」出演者，北井一郎作品，都民芸術フェスティバル現代舞踊公演，日本現代舞踊協会主催東京都助成，1995年．
- 「無題」出演者，アダムベンジャミン監修，アダムベンジャミンと数人のダンサーによる即興パフォーマンス，群馬パレット主催，2008年．

## 競争的資金の獲得
- 平成17・18年度科学研究費補助金若手研究(B)課題番号：17700501「米国のムーブメント教育論の形成過程に関する研究―内容規定の要因を中心として―」，科研：単独（研究代表者）．
- 平成24・25・26年度科学研究費補助金若手研究(B)課題番号：24700618「ぎこちない動きを改善する運動プログラムの開発―ムーブメント教育をてがかりとして―」，科研：単独（研究代表者）．
- 平成9・10年度総務省戦略的情報通信開発推進制度(SCOPE)地域ICT振興型研究開発，課題番号：092302003「超高齢社会における技能継承のためのユビキタス手習所の研究開発」，その他の外部資金：共同（共同研究者，研究代表者：玉本英夫）．
- 平成23・24年度研究成果展開事業研究成果最適展開支援プログラムA-STEPフィージビリティスタディステージ探索タイプ，課題番号：AS232Z01739B「モーションキャプチャを用いた舞踊の動作習得，学習支援装置の開発」，その他の外部資金：共同（研究代表者）

## 社会貢献
- 文部科学省スポーツ人材の活用実践事業・秋田県教育庁保健体育課主催事業「体育学習テクニカルサポート事業」（小学校現場の表現運動の授業サポート・出前授業）講師・指導助言，2008年．
- 秋田県教育庁保健体育課主催事業「体育学習センスアップ事業」（小学校現場の表現運動の授業サポート・出前授業）講師・指導助言，2007年．
- 秋田県総合教育センター主催研修講座「武道とダンスの授業づくり―中学校保健体育科―」（ダンス領域担当）講師，2010，2011，2012年．
- 岩手県小学校体育ステップアップ講習会（表現運動領域担当）講師，2008，2009，2010年．
- 埼玉県教育委員会スポーツ研修センター主催学校体育専門研修「すぐに授業に役立つ『体つくり運動』」（体ほぐしの運動担当）講師，2006年．
- 秋田大学主催教員免許更新講習「保健体育科教育学概論―体育の授業をつくる・ふりかえる」講師，2009，2010，2011，2012年．
- 秋田県教育庁主催高等学校教職10年経験者研修（保健体育科教育学担当）講師，2008年．
- 秋田市体育研究会主催平成19年度小学校部会実技講習会「ムーブメント教育―体を動かすって楽しい―」講師，2007年．
- 秋田市体育研究会主催平成20年度小学校部会公開授業・研究協議会（表現運動領域）助言者，2008年．
- 秋田市体育研究会主催平成20年度中学校部会公開授業・研究協議会（ダンス領域）助言者，2008年．
- 盛岡市体育研究会主催平成21年度第1回保健体育科教科研修会「新指導要領に基づくダンス指導のあり方」（ダンス領域）講師，2009年．
- 秋田大学教育文化学部附属小学校公開研究協議会体育科研究協力者，2008，2009，2010，2011年．
- 秋田大学教育文化学部附属中学校公開研究協議会体育科研究協力者，2010，2011，2012年